# Hadley-cella

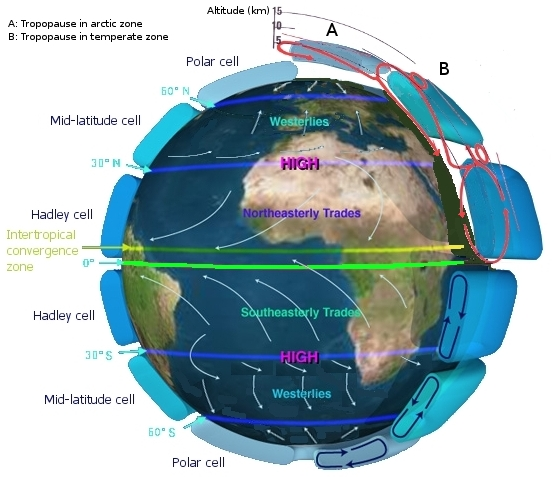
Légköri áramlások cellái, az Egyenlítőhöz legközelebbi a Hadley-cella

A Hadley-cella egy légköri áramlás elnevezése, amiben az Egyenlítőnél 10–15 km magasságba felszálló meleg légtömegek a sarkok felé áramlanak, majd a szubtropikus, nagynyomású 30°N és 30ºS környékén leszállnak a felszín felé. A felszínen az áramlás következtében passzátszelek alakulnak ki, amik mindkét féltekén nyugat felé fújnak.
Következményei a trópusi esők és hurrikánok, valamint a szubtropikus övben kialakuló sivatagok és a magas légkörben lévő futóáramlatok.
Az áramlást elsőként George Hadley (1685–1768) fedezte fel 1735-ben, amit később kiegészítettek; tőle a pólusok felé lévők a Ferrel-cella és a Poláris-cella.

## Működése
A légköri keringés oka egyszerűen az, hogy a Föld az Egyenlítő környékén kapja a legtöbb napsugárzást és így hőenergiát. Az áramlás energiát szállít az Egyenlítőtől a sarkok felé. A 30°-os földrajzi szélességtől északra és délre az energiatranszportot ciklonok és anticiklonok végzik, amik viszonylag meleg levegőt szállítanak a sarkok felé, és a felszínen hidegebb levegőt az Egyenlítő felé.
A felszálló meleg levegő nedvességet veszít trópusi esők formájában, míg a leszálló száraz légtömegek szárítják a felszínt.

## Fordítás
- Ez a szócikk részben vagy egészben  a   Hadley cell című angol Wikipédia-szócikk fordításán alapul.  Az eredeti cikk szerkesztőit annak laptörténete sorolja fel. Ez a jelzés csupán a megfogalmazás eredetét és a szerzői jogokat jelzi, nem szolgál a cikkben szereplő információk forrásmegjelöléseként.